# Jean-Charles de Montalembert
Jean Montalembert, francoski general, * 1757, † 1810.
1. 1 2  Jean Charles de Montalembert (1757 - 1810) - Genealogy — 2018.
2. 1 2  Jean-Charles de Montalembert : Family tree by Christoph GRAF von POLIER - Geneanet — 2000.
3. ↑  http://roglo.eu/roglo?lang=en;p=jean+charles;n=de+montalembert;oc=1